# Delloreen Ennis-London
Pour les articles homonymes, voir Ennis (homonymie) et London.
Delloreen Ennis-London (née le 5 mars 1975) est une athlète jamaïcaine spécialiste du 100 m haies.

## Carrière
Finaliste des mondiaux de Séville en 1999 (7e place du 100 m haies), Delloreen Ennis-London se classe quatrième des Jeux olympiques de Sydney, terminant à quatre centièmes de secondes de l'Américaine Melissa Morrison, médaillée de bronze. 
Éliminée au stade des demi-finales des Jeux d'Athènes, quatre ans plus tard, la Jamaïcaine signe l'un de ses plus grands succès en se classant deuxième des Championnats du monde 2005 d'Helsinki, derrière l'Américaine Michelle Perry. L'année suivante, elle remporte la médaille de bronze des Jeux du Commonwealth avec le temps de 13 s 00. 
Elle établit le meilleur temps de sa carrière, 12 s 50, en finale des Championnats du monde 2007 d'Osaka, course remportée par Michelle Perry dans laquelle Ennis-London décroche la médaille de bronze. En 2008, l'athlète âgée de trente trois ans prend la cinquième de la finale des Jeux olympiques de Pékin avec le temps de 12 s 65.
En 2009, Delloreen Ennis-London monte sur la troisième marche du podium du 100 mètres haies des Championnats du monde de Berlin, établissant avec le temps de 12 s 55, sa meilleure performance de la saison.

## Palmarès
| Date | Compétition                             | Lieu           | Résultat | Temps   |
| ---- | --------------------------------------- | -------------- | -------- | ------- |
| 1999 | Championnats du monde                   | Séville        | 7e       | 12 s 87 |
| 2000 | Jeux olympiques                         | Sydney         | 4e       | 12 s 80 |
| 2000 | Finale du Grand Prix                    | Doha           | 3e       | 12 s 96 |
| 2003 | Championnats d'Am. cen. et des Caraïbes | Cali           | 1re      | 12 s 70 |
| 2004 | Finale mondiale                         | Monaco         | 6e       | 12 s 75 |
| 2005 | Championnats du monde                   | Helsinki       | 2e       | 12 s 76 |
| 2005 | Finale mondiale                         | Monaco         | 3e       | 12 s 57 |
| 2006 | Jeux du Commonwealth                    | Melbourne      | 3e       | 13 s 00 |
| 2007 | Jeux panaméricains                      | Rio de Janeiro | 1re      | 12 s 65 |
| 2007 | Championnats du monde                   | Osaka          | 3e       | 12 s 50 |
| 2007 | Finale mondiale                         | Stuttgart      | 3e       | 12 s 72 |
| 2008 | Jeux olympiques                         | Pékin          | 5e       | 12 s 65 |
| 2008 | Finale mondiale                         | Stuttgart      | 2e       | 12 s 56 |
| 2009 | Championnats du monde                   | Berlin         | 3e       | 12 s 55 |
| 2009 | Finale mondiale                         | Thessalonique  | 3e       | 12 s 61 |

## Records
| Épreuve     | Performance | Lieu  | Date         |
| ----------- | ----------- | ----- | ------------ |
| 100 m haies | 12 s 50     | Osaka | 29 août 2007 |